# Kalinka (Polska)
Kalinka – wieś w Polsce położona w województwie lubelskim, w powiecie parczewskim, w gminie Jabłoń.
W latach 1975–1998 miejscowość administracyjnie należała do województwa bialskopodlaskiego.
Wieś stanowi sołectwo w gminie Jabłoń. Według Narodowego Spisu Powszechnego z roku 2011 wieś liczyła 401 mieszkańców.
Wierni Kościoła rzymskokatolickiego należą do parafii Imienia Najświętszej Maryi Panny w Kolanie.